# Netzowsee-Metzelthiner Feldmark
Das Naturschutzgebiet Netzowsee-Metzelthiner Feldmark liegt auf dem Gebiet der Stadt Templin im Landkreis Uckermark in Brandenburg.
Das Gebiet mit der Kenn-Nummer 1635 wurde mit Verordnung vom 22. Oktober 2014 unter Naturschutz gestellt. Das rund 1262 ha große Naturschutzgebiet, in dem der Netzowsee liegt, erstreckt sich nördlich der Kernstadt Templin. Südlich verläuft die Landesstraße L 23, östlich die L 217 und südöstlich die B 109. Östlich erstreckt sich der Gleuensee, am südöstlichen Rand der Bruchsee und südlich der 87 ha große Templiner Stadtsee.